# Plagiodera
Plagiodera là một chi bọ cánh cứng trong họ Chrysomelidae.
Chi này được miêu tả khoa học năm 1837 bởi Chevrolat.

## Các loài
Các loài trong chi này gồm:
- Plagiodera aenea Linnaeus, 1758
- Plagiodera atmanama Daccordi, 1982
- Plagiodera finisafricae Biondi & Daccordi, 1998
- Plagiodera ornorei Daccordi, 1986
- Plagiodera recchiai Daccordi, 1986
- Plagiodera rileyi Daccordi, 1986
- Plagiodera seenoi Balsbaugh & Daccordi, 1987
- Plagiodera sorbinii Daccordi, 1986
- Plagiodera versicolora Laicharting, 1781